# Пунтас-де-Вальдес
Пунтас-де-Вальдес (исп. Puntas de Valdez) — населённый пункт в южной части Уругвая, в департаменте Сан-Хосе.

## География
Расположен на национальном шоссе № 1, примерно в 7 км к западу от его пересечения с дорогой № 45 и в 61 км к северо-западу от столицы страны, города Монтевидео. Абсолютная высота — 54 метра над уровнем моря.

## История
14 ноября 1974 года получил статус села (Pueblo) указом № 14.296.

## Население
Население по данным на 2011 год составляет 1491 человек.
| Год  | Население |
| ---- | --------- |
| 1963 | 465       |
| 1975 | 591       |
| 1985 | 692       |
| 1996 | 1036      |
| 2004 | 1267      |
| 2011 | 1491      |

Источник: Instituto Nacional de Estadística de Uruguay